# Rocé (rappeur)
Pour les articles homonymes, voir Rocé.
Rocé, né José Youcef Lamine Kaminsky le 5 janvier 1977 à Bab El Oued (Algérie), est un rappeur et producteur algérien actif en France.

## Biographie

### Jeunesse et débuts
José Youcef Lamine Kaminsky est né à Bab El Oued dans le centre d'Alger, d'une mère algérienne et d'un père français (né en Argentine) d'origine russe, le résistant et anticolonialiste Adolfo Kaminsky. Rocé arrive d'Algérie en France à l'âge de 4 ans et grandit à Thiais, dans le Val-de-Marne.
D'abord repéré par Manu Key (Mafia K'1 Fry) qui l'invite à inclure un morceau Respect, sur l'album La rime urbaine (1997), de son groupe, Different Teep, Rocé livre ensuite en 1998 deux maxi-singles, Pour l'horizon / De ma haine à ta haine et Ricochets / Encore et encore, chez Chronowax/Espionnage, le label de DJ Mehdi. Ce dernier inclut On s'habitue, sur Espion - l'EP paru en 2000. En 1999, il apparait sur la compilation Première classe vol. 1 sur le titre La vérité blesse aux côtés du groupe 113 et de Rodriguez aka Jeap12 du groupe Less du Neuf. La même année, il apparaît sur le titre Un parmi des millions, notamment avec Kohndo, sur l'album Le Réveil de Koma.

### Top départ(2001)
En 2002, son premier album, Top départ, est publié sur Chronowax,. Deux clips vidéo en sont extraits : Changer le monde réalisé par Kourtrajmé,, et On s'habitue réalisé par Alexander Wise. La pochette de l'album est réalisée par Sature. Il fait participer les rappeurs J.L. et Manu Key en featuring. En 2006, lors d'un entretien avec Abcdrduson, il explique avoir publié Top départ pour « tourner une page » : « Si j’ai dit ça, en 2006, c’est que j’ai eu la sensation d’être allé au bout de ma démarche avec Top Départ […] Par la suite, j’ai eu envie d’aller vers des styles musicaux différents. Mais c’est une évolution, je ne pense pas que les êtres humains soient figés. Ça ne m’empêchera pas de faire autre chose à l’avenir, ou au contraire, d’y revenir. »

### Identité en crescendo(2006)
En 2006 sort le deuxième album de Rocé, Identité en crescendo, sur No Format!, distribué par Universal Jazz. Cet album est coécrit avec Djohar Sidhoum-Rahal alias Raqal le Requin, musicienne, écrivaine, poétesse. Il s'agit de la seule expérience d'une femme coauteure de texte d'un rappeur et créditée comme telle dans l'histoire du rap français. Il fait notamment participer Archie Shepp au saxophone, le trompettiste Jacques Coursil, le guitariste Potzi, le batteur Antoine Paganotti. La pochette est réalisée par Alexander Wise, elle est tirée d'une peinture de Jay One (BBC). Dans l'album, il rend hommage à son père, Adolfo Kaminsky. L'album atteint la 137e place des classements français.

### L'Être humain et le Réverbère(2010)
L'Être humain et le Réverbère est publié le 8 mars 2010 sur le label Big Cheese Records, inauguré par le single Si peu comprennent. Les clips vidéo de Si peu comprennent et de Des questions à vos réponses sont réalisés par Quentin Lestienne. Une deuxième version du clip Des questions à vos réponses  est réalisée par Alexander Wise. Enfin, le clip de L'être humain et le réverbère est réalisé par Tcho Antidote. La pochette est réalisée par Jean-Baptiste Mondino. Rocé y joue lui même du violon sur le morceau L'être humain et le réverbère, et quelques basses sur d'autres morceaux. L'album atteint la 72e place des classements français.

### Gunz n'Rocé(2013)
Gunz'N'Rocé, est publié le 4 mars 2013 sur le label Hors Cadres. La pochette est réalisée par l'artiste Berberism et le graphiste Tcho/Antidote. Le single En Apnée est composé par Dj Karz, le clip vidéo est réalisé par Tcho/Antidote. Le clip du single Assis sur la lune est réalisé par le collectif Le Grand Saut.
Le texte du morceau Habitus a été publié plusieurs fois dans des manuels scolaires de section SES.[réf. nécessaire] L'album atteint la 115e place des classements français.

### Par les damné.e.s de la terre(2018)

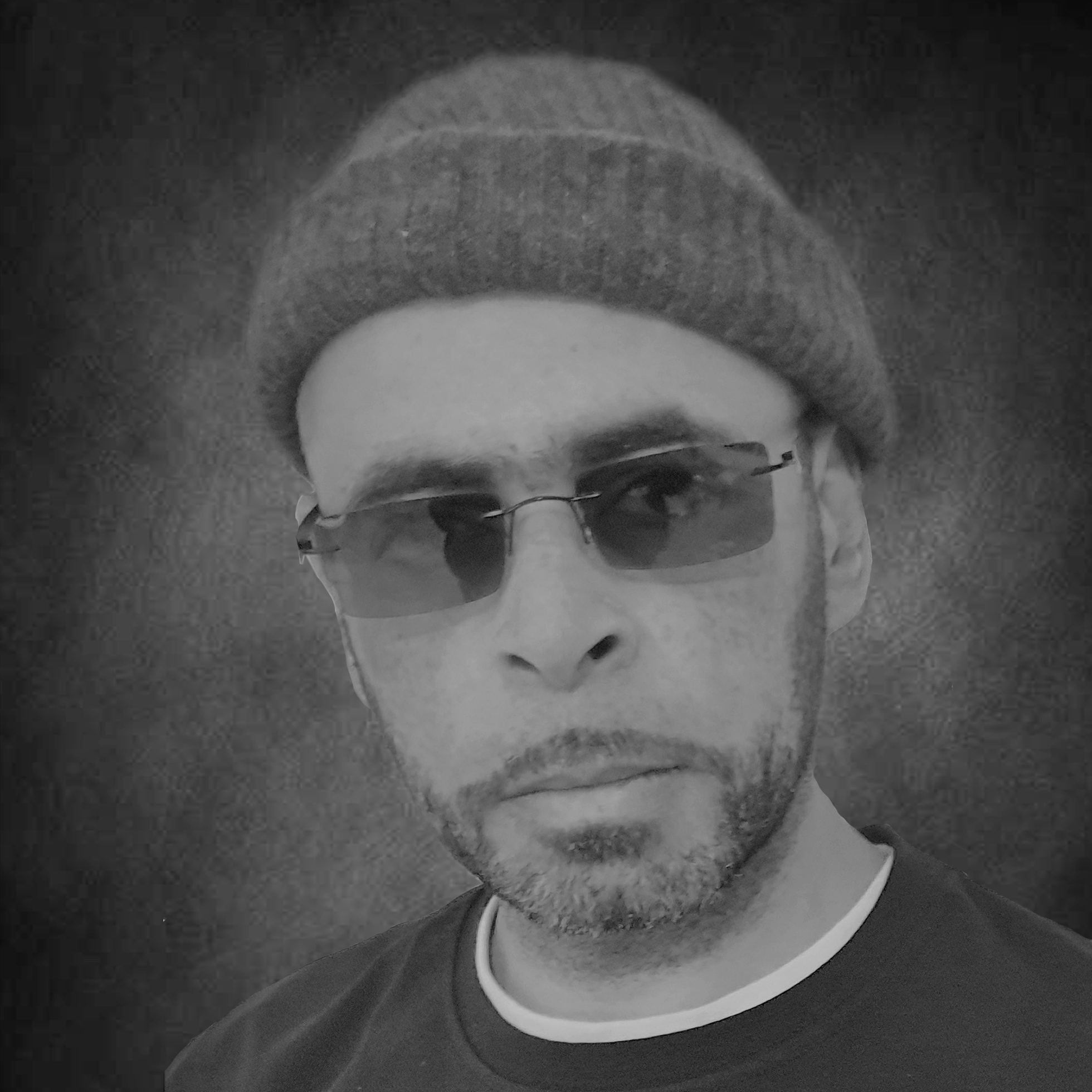
Rocé en 2019

En 2018, il compile sur un disque Par les damné.e.s de la terre des titres interprétées en français par des artistes issus des anciennes colonies, des diasporas et de la France ouvrière. Ce sont des morceaux datant des années 60 aux années 80 que Rocé a voulu retrouver afin de leur redonner sens et de faire entendre aux nouvelles générations l'histoire et les combats de leurs aînés, à travers la musique. Ce disque a eu un écho médiatique en France  et aux États-Unis.
Le titre fait référence à l'ouvrage de Frantz Fanon.
À l'automne 2023, l'artiste publie son cinquième album solo. Il s'intitule Bitume. 